# بابايلو
بابايلو هي قرية في مقاطعة كليبر، إيران. عدد سكان هذه القرية هو 61 في سنة 2006.